# أولاد الكرن أولاد احمد (المرابطين)
أولاد الكرن أولاد أحمد : هو دُوَّار يقع بجماعة سعادة، عمالة مراكش، جهة مراكش آسفي في المملكة المغربية. ينتمي الدوّار لمشيخة المرابطين التي تضم 16 دوار. يقدر عدد سكانه بـ 1090 نسمة حسب الإحصاء الرسمي للسكان والسكنى لسنة 2004.

## روابط خارجية
- البوابة الوطنية للجماعات الترابية
- المندوبية السامية للتخطيط